# Shefki Kuqi
Shefki Kuqi (ur. 10 listopada 1976 w Vučitrnie) – fiński piłkarz występujący na pozycji napastnika w Hibernian. Jego młodszy brat Njazi także jest piłkarzem i reprezentantem kraju.

## Kariera klubowa
Kuqi zawodową karierę rozpoczynał w pierwszoligowym klubie MP Mikkeli. W jego barwach debiutował w sezonie 1995 i od tego czasu był jego podstawowym graczem. W 1996 roku zajął z klubem 12. miejsce w lidze i spadł z nim do drugiej ligi. Wówczas jednak odszedł do pierwszoligowego HJK Helsinki. W sezonie 1997 zdobył z HJK mistrzostwo Finlandii i Puchar Ligi Fińskiej. W następnym sezonie jego klub ponownie wygrał Puchar Ligi. Zwyciężył także w rozgrywkach Pucharu Finlandii. W HJK Kuqi grał przez trzy lata. W sumie rozegrał tam 72 ligowe spotkania i zdobył 18 bramek. W 2000 roku odszedł do FC Jokerit, z którym w pierwszym sezonie wywalczył wicemistrzostwo Finlandii, a także został królem strzelców ligi fińskiej. Po zakończeniu rozgrywek ligowych za 300 tysięcy funtów został sprzedany do angielskiego Stockport County, występującym w Football League First Division.
W nowym klubie zadebiutował 3 lutego 2001 w zremisowanym 1:1 ligowym meczu z Tranmere Rovers. W Stockport spędził rok. Łącznie zagrał tam w 35 ligowych pojedynkach i strzelił 11 goli. W styczniu 2002 za milion funtów odszedł do Sheffield Wednesday. Pierwszy występ w jego barwach zanotował 12 stycznia 2002 przeciwko Crewe Alexandra (1:0 dla Sheffield). We wrześniu 2003 po rozegraniu 7 spotkań i zdobyciu 5 bramek dla Sheffield w sezonie 2003/2004, został wypożyczony do innego klubu Football League First Division – Ipswich Town. W listopadzie 2003 ten zespół wykupił Kuqiego. W Ipswich Kuqi grał do końca sezonu 2004/2005. W tamtym sezonie został wybrany Piłkarzem Roku Ipswich Town. W sumie zagrał tam w 79 ligowych meczach i strzelił 30 goli.
Latem 2005 roku podpisał kontrakt z grającym w Premier League Blackburn Rovers. 13 sierpnia 2005 w przegranym 1:3 pojedynku z West Hamem Kuqi zadebiutował w rozgrywkach Premier League. Pierwsze bramki w trakcie gry w Premier League Kuqi zdobył 1 października 2005 w spotkaniu z West Bromwich, wygranym przez Blackburn 2:0.
31 sierpnia 2006 za 2,5 miliona funtów odszedł do klubu Football League Championship – Crystal Palace. Zadebiutował tam 9 września 2006 w przegranym 1:2 ligowym pojedynku z Luton Town. Od sierpnia 2007 do stycznia 2008 przebywał na wypożyczeniu w Fulham F.C. Potem powrócił do Crystal Palace. Wystąpił tam w 5 ligowych meczach, a marcu 2008 został wypożyczony do końca sezonu 2007/2008 do Ipswich Town. Po zakończeniu tamtego sezonu powrócił do Crystal Palace. W 2009 roku został piłkarzem TuS Koblenz.
W 2010 roku Kuqi wrócił do Anglii. Został zawodnikiem Swansea City i grał w tym klubie wiosną 2010. Latem został wypożyczony do Derby County.

## Kariera reprezentacyjna
W reprezentacji Finlandii Kuqi zadebiutował 18 sierpnia 1999 w meczu z Belgią. Od tego czasu jest podstawowym graczem kadry Finlandii. Był członkiem kadry w eliminacjach do ME 2000, MŚ 2002, ME 2004, MŚ 2006 oraz ME 2008, jednak na żadne z nich jego reprezentacja nie awansowała.
Obecnie jest powoływany do kadry na mecze eliminacji Mistrzostw Świata 2010.